# Torneo de Sofía 2020
El Sofia Open 2020 fue un evento de tenis de la ATP World Tour 250 serie. Se disputó en Sofía, Bulgaria en el Arena Armeets desde el 8 hasta el 14 de noviembre de 2020.

## Distribución de puntos
| Modalidad            | Campeón | Finalista | Semifinales | Cuartos de final | 2ª ronda | 1ª ronda | Clasificados | 2ª ronda de clasificación | 1ª ronda de clasificación |
| Individual masculino | 250     | 165       | 100         | 50               | 25       | 0        | 13           | 7                         | 0                         |
| Dobles masculino     | 250     | 150       | 90          | 45               | 20       | 0        | -            | -                         | -                         |

## Cabezas de serie

### Individuales masculino
| Tenista               | Ranking | Preclasificado |
| Denis Shapovalov      | 12      | 1              |
| Félix Auger-Aliassime | 21      | 2              |
| Álex de Miñaur        | 25      | 3              |
| Jan-Lennard Struff    | 35      | 4              |
| Adrian Mannarino      | 36      | 5              |
| John Millman          | 38      | 6              |
| Nikoloz Basilashvili  | 39      | 7              |
| Marin Čilić           | 43      | 8              |

- Ranking del 2 de noviembre de 2020.[2]

### Dobles masculino
| Tenista                              | Ranking | Preclasificado |
| Jürgen Melzer Édouard Roger-Vasselin | 49      | 1              |
| Jamie Murray Neal Skupski            | 50      | 2              |
| Max Purcell Luke Saville             | 75      | 3              |
| Sander Gillé Joran Vliegen           | 78      | 4              |

## Campeones

### Individual masculino
Jannik Sinner venció a  Vasek Pospisil por 6-4, 3-6, 7-6(7-3)

### Dobles masculino
Jamie Murray /  Neal Skupski vencieron a  Jürgen Melzer /  Édouard Roger-Vasselin por w/o